# Littérature Young Adult
Pour un article plus général, voir Littérature d'enfance et de jeunesse.
La littérature Young Adult, souvent abrégée YA et aussi appelée littérature jeune adulte en français, est une catégorie de publication floue généralement de fiction, à destination d’un lectorat majeur ayant des attentes thématiques issues de la littérature jeunesse avec un traitement plus mature et mettant en scène des personnages entre 16-25 ans. Aussi n'est-il pas rare que certaines publications jeunesse pour adolescents soient présentées comme Young Adult, afin d'attirer un plus large public,.
Le Centre d'Observation de la société a défini que sont qualifiés de « jeunes » l’ensemble des moins de 25 ans : on regroupe alors les enfants (approximativement les 0-11 ans), les adolescents (11-17 ans) et les jeunes adultes (18-24 ans).
En France, la littérature jeunesse est encadrée par la Loi du 16 juillet 1949 sur les publications destinées à la jeunesse qui veille sur le contenu des publications destinées aux mineurs. Ainsi, toute publication ne l'affichant pas en mentions légales doit être considérée comme à destination d'un public majeur.

## Historique

### Origines
Même si le consensus est que la littérature Young Adult est née aux États-Unis, il est difficile de définir précisément ses origines.
En 1868, Louisa May Alcott publie Little Women (plus connu sous le nom Les Quatre Filles du docteur March en français) ; Horatio Alger Jr. publie Ragged Dick la même année :Ces livres sont considérés par certains comme les fondations de la littérature pour jeune adulte. Cependant, ils interviennent à un moment dans l'histoire où l'adolescence n'est pas encore un concept reconnu (il n'y a à cette époque que l'enfant et l'adulte), et où la littérature est encore très genrée. En effet, pendant longtemps, les livres étaient majoritairement écrits soit pour les hommes, soit pour les femmes, et il était difficile d'envisager qu'un même sujet puisse s'adresser aux deux à la fois.
Le concept de l'adolescence naît tout à la fin du XIXe siècle avec l'ouvrage du psychologue américain William Henry Burnham : The Study of Adolescence, en 1891. C'est Granville Stanley Hall qui approfondit les recherches au début du XXe siècle, notamment avec Adolescence: Its Psychology and Its Relations to Physiology, Anthropology, Sociology, Sex, Crime, Religion and Education en 1904. Ces ouvrages sont remplis d'erreurs et d'inexactitudes psychologiques concernant l'adolescence, mais ils introduisent le concept d'adolescent tel qu'il existe aujourd'hui, en se référant à la tranche d'âge des 12-19 ans.
Ainsi, pendant la première moitié du XXe siècle, le concept d'adolescence se fait de plus en plus populaire ; cela s'accompagne alors de la création d'une nouvelle catégorie de littérature qui lui est destinée. De nombreux romans pourraient être considérés comme premier roman de la littérature jeune adulte telle qu'elle est définie aujourd'hui, mais l'un des plus notables est celui que Maureen Daly a publié en 1942 : Seventeenth Summer. Le récit se déroule dans les années 1940 dans le Wisconsin et met en scène Angeline Morrow, une jeune fille de 17 ans, et Jack Duluth, le champion de basket-ball du lycée. Les deux adolescents vivent une romance le temps d'un été, qui prend fin à la rentrée lorsque Angeline déménage à l'université à Chicago et que Jack rentre chez sa famille dans l'Oklahoma. Aujourd'hui encore, ce roman est reste très populaire et continue d'être imprimé ; plus d'un million et demi d'exemplaires ont été vendus depuis sa publication.
Dans les années 1950, L'Attrape-cœurs attire l'attention d'un public adolescent, bien qu'il ne soit pas l'audience visée en premier lieu. Les thèmes de l'angoisse adolescente et de l'aliénation deviennent emblématiques de la littérature intéressant les 16-25 ans.
En 1957, la Young Adult Library Services Association est fondée.

### Gain de popularité
L'expression gagne en popularité dans les années 1960, avec La Cloche de détresse de Sylvia Plath (1963), mais surtout après la publication de The Outsiders par S. E. Hinton en 1967. Il s'agit du premier roman dont le public visé est expressément celui des jeunes adultes, Hinton l'étant elle-même quand elle écrit le roman,. Publié alors qu'elle a seize ans, il est reconnu pour ne pas faire preuve de la nostalgie habituelle des romans écrits par les adultes au sujet des adolescents.
Les années 1970 et la première moitié des années 1980 sont décrits comme l'âge d'or de la fiction Young Adult : c'est une période où des romans complexes discutent de sujets adolescents, pour un public d'adolescents et de jeunes adultes. Dans les années 1980, la littérature Young Adult devient beaucoup plus sombre, avec une démocratisation de sujets comme le viol, le suicide, la mort de parents et le meurtre ; en parallèle, la romance gagne en popularité elle aussi.
Dans les années 1990, à peine 250 livres considérés Young Adult étaient publiés par an ; dans les années 2010, le chiffre annuel tourne plutôt autour de 7000 livres.
Aujourd'hui encore, les principaux auteurs de Young Adult sont américains. Parmi les plus connus figurent John Green (Qui es-tu Alaska ? en 2005, Nos étoiles contraires en 2012), Stephenie Meyer (série Twilight), Veronica Roth (série Divergente), ou encore Suzanne Collins (série Hunger Games). Une autre écrivaine mondialement connue est J. K. Rowling, pour sa série de livres Harry Potter. Bien que cette série soit destinée aux enfants puis aux adolescents, elle est généralement considérée comme emblématique de cette catégorie.
Ce qui explique en grande partie l'engouement pour ces séries par toute une partie de la population, et non pas seulement les personnes entre 12 et 18 ans, est leur adaptation en films. C’est le cas pour Harry Potter, Twilight, Tous nos jours parfaits ou encore Nos étoiles contraires, qui les font connaître bien au-delà du livre papier. Une outil de divertissement, dans lequel l’action se déroule dans des mondes imaginaires, permettant aux adolescents et jeunes adultes de se projeter et de s'identifier aux personnages. Ces histoires deviennent des moyens de loisirs et de divertissement qui deviennent très populaires.
L'intérêt grandissant du public pour la littérature Young Adult a donné lieu à la création d'une nouvelle catégorie, le New Adult, qui viserait des lecteurs entre 19 et 25 ans, mais avec laquelle elle se confond, en France, par son manque de sens.
Aujourd'hui, la littérature Young Adult se démocratise et devient de plus en plus un phénomène de société, mais surtout un gros coup marketing.
Sur le rapport du Syndicat National de l'Édition, on observe, en 2022, que la catégorie "Fiction jeunesse, adolescents et jeunes adultes" est la deuxième catégorie dans la production (près de 7000 titres publiés et près de 33000 exemplaires imprimés). Cependant, dans cette catégorie on note une baisse significative de 19,99% du chiffre d'affaires. Mais il reste élevé. Ce rapport montre également l'importance du livre de poche pour le Young Adult : sur la partie jeunesse, la catégorie "Fiction jeunesse, adolescents et jeunes adultes" représente plus de 50% d'exemplaires produits et 42,5% du chiffre d'affaires. Au total, le segment jeunesse sur le livre poche représente 17,2% du chiffre d'affaires.

### Nouvelles priorités
Au XXIe siècle, la diversité devient un thème majeur de la littérature Young Adult et de nombreux romans se tournent vers les expériences de groupes minoritaires,,. De 2006 à 2016, 90% des romans britanniques Young Adult à succès ont des personnages principaux blancs, valides, cisgenres et hétérosexuels. Plusieurs maisons d'éditions, estimant que la diversité est essentielle pour éduquer les lecteurs les plus jeunes et représenter leur vie réelle, changent leurs lignes éditoriales au milieu des années 2010. En 2017, un quart des romans jeunesse (pour enfants et adolescents) a un personnage principal appartenant à un groupe minoritaire, soit une augmentation d'environ 10% par rapport à l'année précédente.

## Francisation
Si certains éditeurs préfèrent en français le terme de littérature « jeune adulte », la majorité garde toutefois l'appellation Young Adult.
La littérature jeunesse moderne a fait ses débuts en France dans les années 1830, intimement liée à l'éducation et l'expansion de l'alphabétisation, avec les lois Ferry notamment. Les trente glorieuses, le boum économique et l'augmentation du pouvoir d'achat contribueront au développement de la culture jeune et à son émancipation. Ainsi seront créées, au cours des années 1960-1970, de nombreuses collections spécialisées dans la littérature ado (par les maisons d'édition Robert Laffont, Gallimard ou encore L'école des loisirs entre autres). Mais il faudra attendre le début des années 2000 et l'arrivée en France de Harry Potter ou encore Twilight, pour constater une explosion du marché.
En 2004, cette catégorie littéraire a connu un pic de croissance et a repris un intérêt pour la population francophone en 2018. En France, le chiffre d'affaires des romans à destination de la jeunesse (enfants et adolescents) est de 143,3 millions d'euros en 2018. En effet, le classement des meilleures ventes en Jeunesse du GFK/Livres Hebdo montre que la majorité des meilleures ventes sont des traductions anglophones : la croissance de la consommation de livres pour adolescents dans les pays francophones provient donc majoritairement des traductions.
De plus, les réseaux sociaux ont joué un rôle important dans l'intérêt porté aux publications adolescentes par un lectorat adulte, en France et autres pays francophones, notamment à travers BookTok et bookstagram. Des dérives marketing aboutissent à ce que des contenus pour adultes soient abordés avec les codes du roman jeunesse : en donnant leurs avis sur leurs lectures en cours et/ou terminée, en montrant l'univers ou en mettant en scène certains personnages, les influenceurs donnent envie à leurs communautés de passer le pas et de les acheter sans pour autant s'alarmer ou alerter sur certains contenus inadaptés, problématique commune à d'autres genres et sous-genres littéraires issus du Young Adult et du New Adult : c'est le cas notamment de la dark romance ou encore de la romantic fantasy.

## Le «New Adult»
Le terme New Adult (ou le NA) apparaît en 2009, quand une maison d'édition new-yorkaise demande une fiction avec des personnages un peu plus âgé que ce qu'on l'on trouve en Young Adult s'adressant à un public adulte.

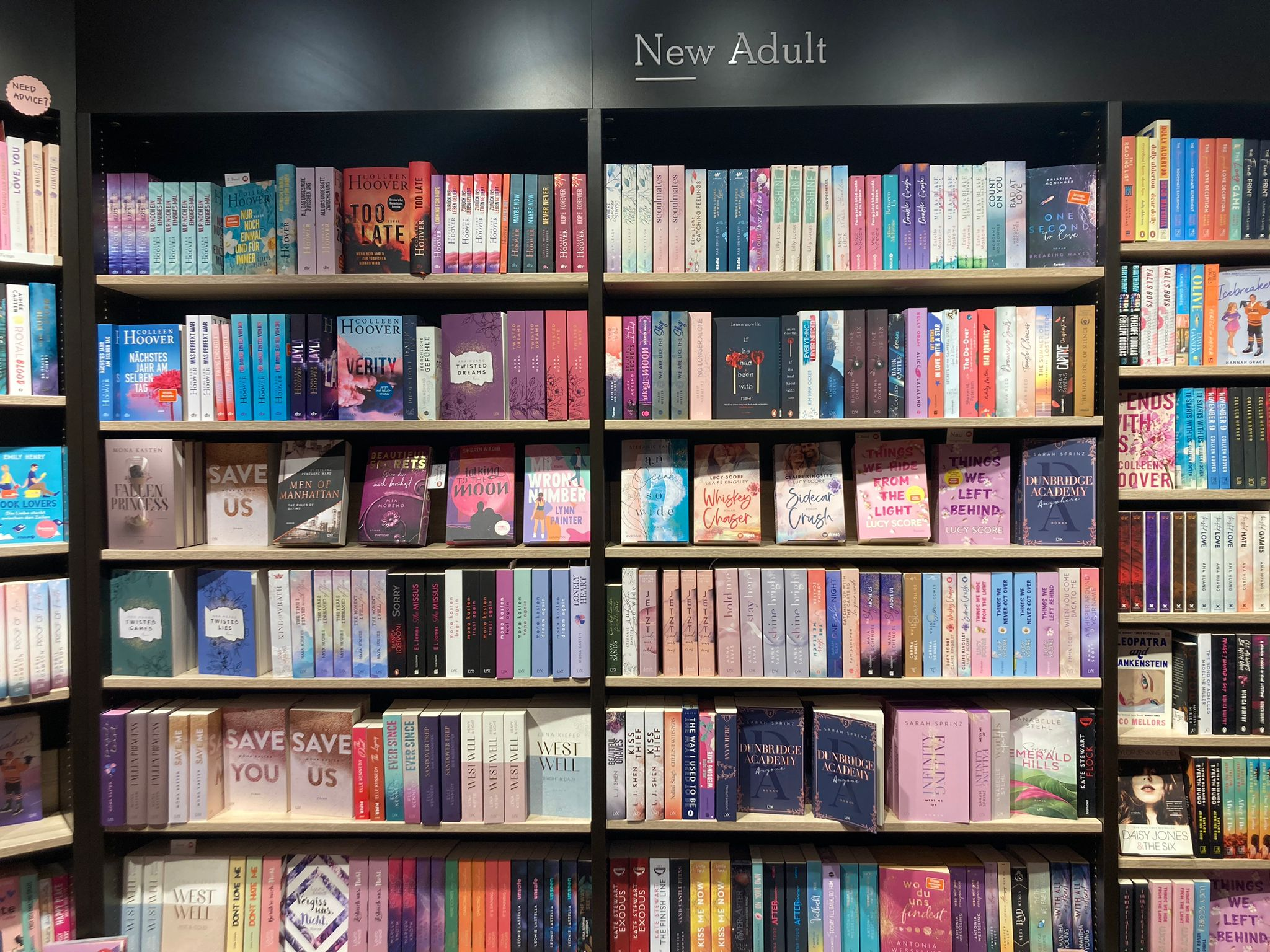
Un rayon dédié à la romance New Adult.

Le genre du New Adult, apparu dans le paysage littéraire au cours des dernières décennies, se situe « à mi-chemin entre la littérature pour jeunes adultes et celle destinée aux adultes ». Conçu pour s'adresser spécifiquement à un public âgé de 18 à 30 ans, le New Adult explore les thèmes et les préoccupations propres à cette période charnière de la vie, tels que la transition vers l'âge adulte, les relations amoureuses complexes, les défis académiques, et la découverte de soi. Les protagonistes de ces récits sont généralement des jeunes adultes confrontés à des choix cruciaux et à des expériences de croissance personnelle. Les romans New Adult abordent souvent des sujets plus matures et parfois plus sombres que ceux destinés aux adolescents, mais ils sont également empreints d'une touche d'espoir et d'optimisme quant à la possibilité de surmonter les obstacles et de trouver sa voie dans la vie adulte. Ce genre littéraire offre une exploration réaliste et nuancée des défis auxquels sont confrontés les jeunes adultes, tout en capturant les émotions et les dynamiques relationnelles qui font partie intégrante de cette période de transition.
Ce nouveau genre littéraire arrivé récemment dans le paysage de la littérature pour jeunesse et notamment dans les romans Young Adult conserve malgré certaines différences des traits caractéristiques de ces romans dont ils sont issus, à savoir la recherche de soi et les relations amoureuses qui peuvent toucher la jeune génération. Ces romans issus d'un nouveau genre puisent leur inspiration dans la science-fiction ou la fantasy (Crescent City de Sarah J. Maas) mais aussi la romance et les relations personnelles entre protagonistes ; c'est notamment le cas avec plusieurs romans de Colleen Hoover (Jamais Plus ou A tout jamais) qui ont connu un véritable succès grâce à la plateforme TikTok.

## Caractéristiques

### Public visé
La fenêtre d'âge de l'audience s'étend de 12 à 18 ans. Cependant, on estime que près de la moitié du lectorat est plus âgé que cette fenêtre cible. En effet, une part croissante de lecteurs de littérature Young Adult sont en fait des adultes ; si des chiffres précis sont difficiles à obtenir, il est tout de même estimé qu'ils représentent 65 à 70% des acheteurs. Ce pourcentage reflète la démocratisation de ce genre littéraire, et permet d'expliquer qu'il soit aujourd'hui un des domaines d'édition les plus dynamiques et prospères.

### Thèmes

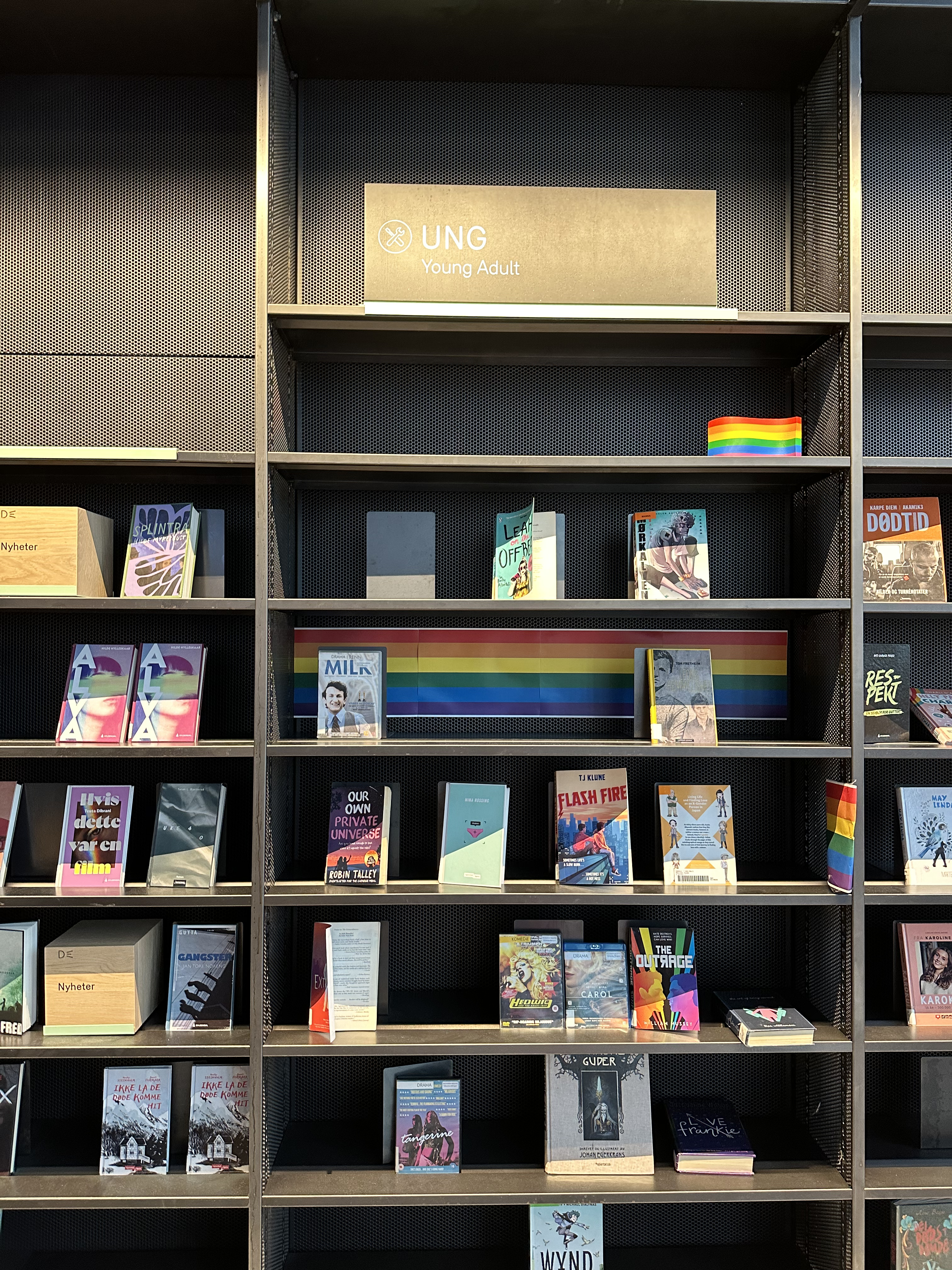
Un rayon dédié à la littérature Young Adult à la bibliothèque publique d'Oslo.

Les personnages des romans Young Adult font partie de la même catégorie d'âge que le public visé, évoluent dans des espaces adolescents comme le lycée, la maison familiale et rencontrent des problèmes classiques de la vie adolescente. Les adolescents deviennent adultes et règlent des problèmes personnels tout en prenant la responsabilité de leurs actions. De cette façon, les lecteurs peuvent s’identifier aux personnages, et se confronter, à travers la fiction, aux difficultés que sont susceptibles de rencontrer les adolescents au quotidien.
La loi de 1949, encadrant la littérature jeunesse, ne concerne pas la littérature Young Adult. Tout les sujets peuvent y être abordé.
Une analyse des romans de 1980 à 2000 identifie dix-sept thèmes principaux du genre, dont en particulier l'amitié, le fait d'avoir des ennuis avec l'autorité, les relations romantiques ou sexuelles et la vie de famille.
La littérature Young Adult aborde des thèmes de plus en plus diversifiés afin de sensibiliser les lecteurs, que ce soit des complexes dus à une malformation à la naissance (Inséparables de Sarah Crossan), des accidents qui peuvent chambouler une vie (Dévisagée d’Erin Stewart) ou encore le thème de la prison (Moon Brothers de Sarah Crossan). Ces romans permettent d’avoir une autre vision du monde et d’approfondir les connaissances sur ces différents sujets.
Le Young Adult voit toutefois un nouveau thème émerger depuis quelques années : celui de la communauté LGBTQIA+. De plus en plus de romans mettent en scène des adolescents dont le genre ou la sexualité ne correspondent pas aux normes sociétales, qu'ils soient homosexuels, bisexuels, transgenres, intersexes, ou autre.
Tandis que certains auteurs abordent la littérature pour jeune adulte sous un angle réaliste, d'autres s'éloignent au contraire du monde connu pour créer des univers se rapprochant des genres du fantastique, de la fantasy ou de la science-fiction. Ainsi, John Green et Rainbow Rowell ont tendance à écrire des romans ancrés dans la société contemporaine connue de tous ; à l'inverse, Stephenie Meyer et J. K. Rowling, en mettant en scène des vampires et des sorciers, s'éloignent des règles définies de notre monde.

## Œuvres de littérature adolescente qualifiées Young Adult
- Série Journal d'un vampire, L. J. Smith (1991-2014)
- Trilogie À la Croisée des mondes, de Philip Pullman (1995-2000)
- Série Harry Potter, J. K. Rowling (1997-2007)
- Pas raccord, Stephen Chbosky (1999)
- Qui es-tu Alaska ?, John Green (2005)
- Série Le Pouvoir des Cinq, Anthony Horowitz (2005-2012)
- Treize Raisons, Jay Asher (2007)
- Trilogie Hunger Games, Suzanne Collins (2008-2010)
- Série L'Épreuve, James Dashner (2009-2016)
- Trilogie Divergente, Veronica Roth (2011-2013)
- Série Miss Peregrine et les Enfants particuliers, Ransom Riggs (2011-2021)
- Nos étoiles contraires, John Green (2012)
- Eleanor et Park, Rainbow Rowell (2013)
- Trilogie La Cinquième Vague, de Rick Yancey (2013-2016)
- Trilogie Did I Mention I Love You?, Estelle Maskame (2015-2016)
- Série Phobos, Victor Dixen (2015-2017)
- Série Percy Jackson, Rick Riordan (2005-2015)
- Duologie Six of Crows, Leigh Bardugo (2015-2016)
- Série Les Chroniques de Chasseurs d'Ombres, Cassandra Clare (2007-aujourd'hui)[34]
- Série La Sélection, Kiera Cass (2012-2020)
- Série Le Peuple de l'air, Holly Black (2018 - aujourd'hui)
- Roman As de pique, Faridah Àbíké-Íyímídé (2023)

## Maisons d'édition
- Collection R (2012), collection des éditions Robert Laffont, Robert Laffont (1941)
- Éditions Pocket Jeunesse (1994), département des éditions Pocket, Sven Nielsen (1962)
- Hachette Romans, département des éditions Hachette Livre, Louis Hachette (1826)
- Éditions Albin Michel, Albin Michel (1902)
- Éditions Michel Lafon, Michel Lafon (1980)
- Éditions Gallimard Jeunesse (1972) ; filiale du groupe Gallimard, Gaston Gallimard, André Gide, Jean Schlumberger (1911)
- Éditions Nathan, Fernand Nathan (1881)
- Éditions Flammarion, Ernest Flammarion (1875)
- Éditions Actes Sud, Hubert Nissen (1978)
- Éditions Rageot, Tatiana et George Rageot (1941)
- Éditions Sarbacane, Frédéric Lavabre (2003)
- Éditions Fantasmia (2023)
- Éditions Lumen (2014) [35]
- Éditions Milan (2002)[35]